# Povodí Ploučnice
Povodí Ploučnice je povodí řeky 2. řádu, součást povodí Labe. Tvoří je oblast, z níž do řeky Ploučnice přitéká voda buď přímo, nebo prostřednictvím jejich přítoků. Jeho hranici tvoří rozvodí se sousedními povodími. Na východě jde o povodí Jizery, na jihu a na západě o povodí menších přítoků Labe a na severu o povodí Lužické Nisy. Nejvyšším bodem povodí je (s nadmořskou výškou 1012 m) Ještěd v Ještědsko-kozákovském hřbetu. Většina z 1194,0 km² rozlohy povodí se nachází na území Česka a 7,08 km² na území Německa.

## Správa povodí
Na území Česka se správou povodí zabývá státní podnik Povodí Ohře závod Terezín.

## Dílčí povodí
| povodí                   | rozloha km² | nejvyšší bod | nadm.výška m | odtékající řeka | průtok v ústí m³/s |
| ------------------------ | ----------- | ------------ | ------------ | --------------- | ------------------ |
| Povodí Robečského potoka | 288,1       | ...          | ...          | Robečský potok  | 1,20               |
| Povodí Panenského potoka | 133,2       | ...          | ...          | Panenský potok  | 1,10               |
| Povodí Svitavky          | 132,5       | ...          | ...          | Svitavka        | 1,16               |
| Povodí Šporky            | 70,19       | ...          | ...          | Šporka          | 0,61               |